# Cenobio Paniagua Vázquez
Cenobio Paniagua Vázquez (Tlalpujahua, Michoacán, 30 d'octubre de 1812 – Córdoba, Veracruz, 2 de novembre de 1882) fou un músic i compositor mexicà fou considerat el pare de l'òpera romàntica a Mèxic i un prolífic autor de música religiosa.
Des de molt jove va rebre les lliçons del seu oncle Eusebio Vazquez, de manera tant profitosa, que als set anys tocava el violí en l'orquestra de la catedral de Morelia, que dirigia precisament el seu oncle. Als deu anys passà amb el seu oncle a ciutat de Mèxic i aprengué tots els instruments de l'orquestra, especialment el contrabaix, sent anomenat el Bottesini mexicà. El 1842 fou nomenat segon mestre de capella de la catedral de México, i el 1859 s'estrenà en la capital la seva òpera Catalina de Guisa, que aconseguí un grandiós èxit i fou la primera que es representà d'un autor nacional.
A més, va compondre gran nombre de peces religioses. Dirigí per espai de molts anys una acadèmia musical de la que en sortiren notables compositors.